# Leonard (Dacota do Norte)
Leonard é uma cidade localizada no estado norte-americano de Dacota do Norte, no Condado de Cass.

## Demografia
Segundo o censo norte-americano de 2000, a sua população era de 255 habitantes.
Em 2006, foi estimada uma população de 235, um decréscimo de 20 (-7.8%).

## Geografia
De acordo com o United States Census Bureau tem uma área de
1,3 km², dos quais 1,3 km² cobertos por terra e 0,0 km² cobertos por água. Leonard localiza-se a aproximadamente 321 m acima do nível do mar.

## Localidades na vizinhança
O diagrama seguinte representa as localidades num raio de 28 km ao redor de Leonard.